# Франсиску-Маседу

Франсиску-Маседу на карте штата.

Франсиску-Маседу (порт. Francisco Macedo) — муниципалитет в Бразилии, входит в штат Пиауи. Составная часть мезорегиона Юго-восток штата Пиауи. Входит в экономико-статистический микрорегион Алту-Медиу-Канинде. Население составляет 2879 человек на 2010 год. Занимает площадь 176,505 км². Плотность населения — 16,31 чел./км².

## Демография
Согласно сведениям, собранным в ходе переписи 2010 г. Национальным институтом географии и статистики (IBGE), население муниципалитета составляет:
| Полное население                               | Полное население                               | Полное население                               | Полное население                               | 2879  |
| ---------------------------------------------- | ---------------------------------------------- | ---------------------------------------------- | ---------------------------------------------- | ----- |
| в том числе:                                   | Городское население                            | 1159                                           | Процент городского населения, %                | 40,26 |
|                                                | Сельское население                             | 1720                                           | Процент сельского населения, %                 | 59,74 |
|                                                | Мужское население                              | 1436                                           | Процент мужского населения, %                  | 49,88 |
|                                                | Женское население                              | 1443                                           | Процент женского населения, %                  | 50,12 |
| Плотность населения, чел/км²                   | Плотность населения, чел/км²                   | Плотность населения, чел/км²                   | Плотность населения, чел/км²                   | 16,31 |
| Население муниципалитета в % к населению штата | Население муниципалитета в % к населению штата | Население муниципалитета в % к населению штата | Население муниципалитета в % к населению штата | 0,09  |

По данным оценки 2016 года, население муниципалитета составляет 3097 жителей.

## История
Город основан 14 декабря 1995 года. 

## Статистика
- Валовой внутренний продукт на 2003 год составляет 3 165 965,00 реалов (данные: Бразильский институт географии и статистики).
- Валовой внутренний продукт на душу населения на 2003 год составляет 1305,55 реалов (данные: Бразильский институт географии и статистики).
- Индекс развития человеческого потенциала на 2000 год составляет 0,545 (данные: Программа развития ООН).